# الیا ولازوف
الیا ولازوف (روسی: Илья Сергеевич Власов؛ زادهٔ ۳ اوت ۱۹۹۵) بازیکن والیبال اهل روسیه و عضو تیم ملی والیبال روسیه است.